# Афро-азиатски езици
Афро-азиатските езици са езиково семейство, включващо около 240 езика, говорени от около 285 милиона души в Северна Африка, Африканския рог и Западна Азия. Наричани са понякога и семито-хамитски езици, въпреки че традиционно семито-хамитското езиково семейство включва по-малък брой езици. Смята се, че се дели на следните подсемейства:
- Берберски езици
- Египетски езици
- Кушитски езици
- Семитски езици
- Чадски езици